# Audrey Cooper
Audrey Cooper (* 7. Dezember 1964 in Whitburn) ist eine britische Beachvolleyball- und Volleyballspielerin sowie Trainerin. Sie nahm als Spielerin und Trainerin an Olympischen Spielen teil.

## Karriere Halle
Cooper spielte als gebürtige Schottin zunächst in ihrer Heimat und kam in der Juniorennationalmannschaft zum Einsatz. Später zog sie nach England. Dort spielte sie für Hillingdon und danach 18 Jahre lang für London Malory. International trat sie mit der englischen A-Nationalmannschaft an.

## Karriere Beach
1993 spielte Cooper ihre ersten internationalen Beachvolleyball-Turniere mit Amanda Glover. Bei ihren ersten fünf Open-Turnieren kamen Cooper/Glover dreimal als Neunte in die Top Ten. Später gelangen ihnen auch bei den Turnieren in Brisbane und Carolina neunte Plätze. Die anderen Turniere der World Tour beendeten sie entweder auf Rang 13 oder 17. 1996 qualifizierten sie sich für die Olympischen Spiele in Atlanta. Dort erreichten sie ebenfalls den neunten Rang. 1997 hatten sie ihren einzigen Auftritt auf der World Tour in Rio de Janeiro. Im folgenden Jahr war ein 17. Platz in Espinho ihr bestes Ergebnis. 1999 nahmen sie an der Weltmeisterschaft in Marseille teil und wurden Neunte. Ihr bestes Resultat auf der World Tour dieses Jahres war der 13. Rang in Osaka. Bei der Europameisterschaft 1999 in Palma waren sie weniger erfolgreich und kamen auf den 17. Platz. Dieses Ergebnis erreichten sie auch bei drei Open-Turnieren des Jahres 2000.

## Karriere als Trainerin
Seit dem Ende ihrer Karriere als Spielerin arbeitet Cooper als Volleyballtrainerin. 2007 wurde sie Co-Trainerin der britischen Nationalmannschaft. Im März 2009 ernannte der Verband sie als Nachfolgerin von Lorne Sawula zur Cheftrainerin. In dieser Funktion führte sie das Team zu den Olympischen Spielen 2012. Vor heimischen Publikum in London reichte den Britinnen ein Sieg gegen Algerien jedoch nicht, um die Vorrunde zu überstehen. Cooper nahm auch am olympischen Fackellauf teil. Ende 2012 wurde die Nationaltrainerin von der FIVB in die „Coaching Commission“ berufen. Außerdem trainierte sie in der Saison 2012/13 den Schweizer Erstligisten Sagres Neuchâtel, der international im CEV-Pokal spielte und in der nationalen Meisterschaft Vierter wurde.